# Trivial 10.000: El templo de la sabiduría
Trivial 10.000: El templo de la sabiduría es un videojuego de tipo trivial desarrollado por el Grupo Editorial Diaspora en los años 90 para Windows.

## Argumento
Una princesa está atrapada en la cima de una pirámide y tú eres el único que puedes salvarla. Deberás contestar correctamente preguntas de tres opciones para ir avanzando a través de la pirámide, pero si fallas la pregunta la puerta se cerrará y tendrás que buscar otro camino. Al llegar a la cima, la princesa se liberará.

## Personajes
El jugador y la princesa